# حملة الأنفال
عمليات الأنفال أو حملة الأنفال (بالكردية: کارەساتی ئەنفال)  هي إحدى عمليات الإبادة جماعية التي حصلت في عهد النظام العراقي السابق برئاسة الرئيس صدام حسين سنة 1988 ضد الأكراد في إقليم كردستان شمالي العراق  وقد اوكلت قيادة الحملة إلى علي حسن المجيد الذي كان يشغل منصب أمين سر مكتب الشمال لحزب البعث العربي الاشتراكي وبمثابة الحاكم العسكري للمنطقة وكان وزير الدفاع العراقي الأسبق سلطان هاشم كان القائد العسكري للحملة وقد اعتبرت الحكومة العراقية آنذاك الأكراد مصدر تهديد لها وقد سميت الحملة بالأنفال نسبة للسورة رقم 8 من القرآن الكريم. و(الأنفال) تعني الغنائم، والسورة تتحدث عن تقسيم الغنائم بين المسلمين بعد معركة بدر في العام الثاني من الهجرة. استخدمت البيانات العسكرية خلال الحملة الآية رقم 11 قام بتنفيذ تلك الحملة قوات الفيلقين الأول والخامس في كركوك وأربيل مع قوات منتخبة من الحرس الجمهوري بالإضافة إلى قوات الجيش الشعبي وأفواج ما يسمى بالدفاع الوطني التي شكلها النظام العراقي وقد تضمنت العملية ستة مراحل.

## الاسم
الأنفال هي السورة الثامنة أو الفصل الثامن في القرآن الكريم. وهي تُفسِّر انتصار 313 شخص من أتباع العقيدة الإسلامية الجديدة على ما يقارب 900 شخص من الوثنيين في معركة بدر في عام 624 بعد الميلاد. تعني الأنفال حرفيًا بغنائم الحرب وكانت تُستخدم لوصف الحملة العسكرية للإبادة والنهب التي يقودها علي حسن المجيد الذي أبلغت أوامره الجحوش (أي «مهر الحمار» في الكردية) وهي الوحدات التي تأخذ الأبقار والأغنام والماعز والمال والأسلحة وحتى المرأة الكردية كانت تغنم وفق القانون وقتها، وجاءت الحملة ردا على هجمات المقاتلين الأكراد بيشمركة الذين سيطروا خلال الحرب مع إيران على بعض المدن بدعم من الحرس الثوري الإيراني.

## الملخّص
بدأت حملة الأنفال في عام 1986 واستمرّت حتى عام 1989، وكان على رأسها علي حسن المجيد ابن عم الرئيس العراقي صدام حسين من مدينة تكريت مسقط رأس صدام. شملت حملة الأنفال استخدام الهجمات البرية والقصف الجوي والتدمير المنظم للمستوطنات والترحيل الجماعي وفرق الإعدام والحرب الكيماوية التي جعلت المجيد يحصل على لقب «علي الكيماوي».
قُتل آلاف المدنيين خلال الحملات المناهضة للمتمردين التي امتدت من الربيع الشمالي لعام 1987 إلى الخريف الشمالي لعام 1988. كانت الهجمات جزءًا من حملة طويلة دمّرت ما يقارب 4500 قرية كردية و31 قرية مسيحية آشورية على الأقل في مناطق شمال البلاد ونزوح ما لا يقل عن مليون من سكان البلاد البالغ عددهم 3.5 مليون نسمة. ولقد جمعت منظمة العفو الدولية أسماء أكثر من 17000 شخص اختفوا في عام 1988 وقد وُصفت الحملة بأنها عمليات إبادة جماعية في طبيعتها.
تحت حكم الرئيس الأمريكي رونالد ريغان، استمرّت الولايات المتحدة في مساعدة العراق بعد تقارير عن استعمال غاز الخردل السام على المدنيين الأكراد.

## المرحلة الأولى
ابتدأت بالهجوم على منطقة (سركلو) و (بركلو) وقد استغرقت هذه المرحلة 3 اسابيع.

## المرحلة الثانية
ابتدأت هذه المرحلة عندما قام النظام العراقي (في عهد صدام حسين) بشن هجوم على منطقة قره داغ واستمرت هذه العملية من 22 اذار إلى 30 اذار من سنة 1988.

## المرحلة الثالثة
ابتدأت بالهجوم على منطقة كرميان في محافظة سليمانية حاليا.

## المرحلة الرابعة
ابتدأت عندما قام النظام العراقي السابق بشن هجوم على منطقة حوض الزاب الصغير.

## المرحلة الخامسة
حيث قام النظام العراقي بشن هجوم على المناطق الجبلية ل محافظة اربيل وجرى تدمير القرى الكردية هناك.

## المرحلة السادسة
وهي اخر المراحل عمليات الانفال ابتدأت هذه العملية في 25 من شهر آب/أغسطس سنة 1988 وقد شملت منطقة بهدنان وقد استمرت هذه العملية حتى 6 من ايلول/ سبتمبر من نفس العام.

## نتائج الحملة
وقامت الحكومة العراقية آنذاك بتدمير ما يقارب من 2000 قرية وقتل الألاف من المواطنين الاكراد في مناطق إقليم كردستان أثناء عمليات الانفال واجبار قرابة نصف مليون مواطن كردي على الإقامة في قرى اقامتها الحكومة العراقية آنذاك خصيصا كي يسهل السيطرة عليهم وجرى القاء القبض على ما يقارب من 1000 مواطن كردي جرى تصفيتهم ودفنهم في قبور جماعية في مناطق نائية من العراق.

## الاعتراف الدولي
في يوم 5 كانون الأول/ديسمبر من سنة 2012 م أقر البرلمان السويدي بأن هذه العمليات بأنها عمليات إبادة جماعية بحق الأكراد العراقيين 

## محاكمات

### فرانس فان انرات
في كانون الأول/ديسمبر لعام 2005، أدانت المحكمة فرانز فان أنرات بالتواطؤ في جرائم حرب بسبب دوره في بيع الأسلحة الكيميائية إلى الحكومة العراقية. حُكم عليه بالسجن لمدة 15 سنة، كما حكمت المحكمة بأن قتل الآلاف من الأكراد في العراق في عقد الثمانينيات من القرن الماضي كان بالفعل إبادة جماعية.
وفي اتفاقية الإبادة الجماعية لعام 1948، فإن تعريف الإبادة الجماعية هو «أفعال تُرتكب بقصد التدمير الكلّي أو الجزئي لجماعة قومية أو عرقية أو دينية». وقالت المحكمة الهولندية إنها اعتبرت من الناحية القانونية والمقنعة أن السكان الأكراد يستوفون الشرط المنصوص عليه في اتفاقيات الإبادة الجماعية بوصفهم جماعة عرقية، وليس لدى المحكمة أي استنتاج آخر من أن هذه الهجمات ارتكبت بقصد تدمير السكان الأكراد في العراق.

### محاكمة الأنفال
في حزيران/يونيو لعام 2006، أعلنت المحكمة العراقية الخاصة أن صدام حسين وستة متهمين آخرين سيحاكمون في 21 آب/أغسطس لعام 2006 فيما يتعلق بحملة الأنفال. في كانون الأول/ديسمبر لعام 2006، تمت محاكمة صدام بتهمة الإبادة الجماعية خلال عملية الأنفال. كانت المحاكمة لحملة الأنفال لا تزال جارية في 30 كانون الأول/ديسمبر لعام 2006 عندما أُعدم صدام حسين لدوره في مذبحة الدجيل.
في 23 حزيران/يونيو من عام 2007، أُدين علي حسن المجيد واثنين آخرين من المتّهمين هما سلطان هاشم أحمد وحسين رشيد محمد بتهمة الإبادة الجماعية وبتهم أخرى وحكم عليهما بالإعدام شنقًا. حُكم على اثنين آخرين من المتهمين وهما فرحان الجبوري وصابر عبد العزيز الدوري بالسجن المؤبد، وتمت تبرئة طاهر توفيق العاني بناءًا على طلب النيابة. اتُّهم المجيد بجرائم حربٍ وجرائم ضد الإنسانية وجرائم إبادةٍ جماعية، وقد أُدين في حزيران/يونيو من عام 2007 وحُكم عليه بالإعدام.

## إنكار الإبادة الجماعية
أنكر رئيس أركان الجيش العراقي خلال فترة حُكم صدام حسين نزار الخزرجي التطهير العرقي الذي حصل في حملة الأنفال بوصفها مجرد عملية أمن داخلية وبأنها مؤامرة إيرانية غربية لشيطنة الحكومة العراقية، وأن الدولة عوضت سكان القرى بعد تهجيرهم بنقلهم إلى مجمعات سكنية تتوفر فيها الخدمات المختلفة، لكن تتعارض هذه الادعاءات مع اكتشاف مقابر جماعية للكرد في مناطق مختلفة، بالإضافة إلى شهادات مختلفة من الناجين من هذه الحملة.